# Cambra de Representants dels Països Baixos

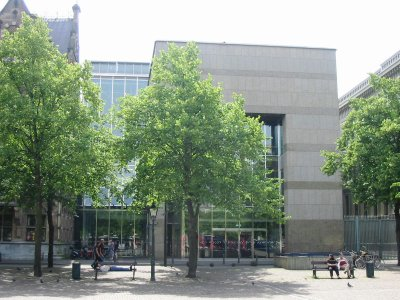
La Tweede Kamer per fora

La Cambra de Representants dels Països Baixos (en neerlandès, Tweede Kamer der Staten-Generaal ( pronunciació (?·pàg.), literalment "Segona Cambra dels Estats Generals"), és la cambra baixa dels Estats Generals dels Països Baixos. Està formada per 150 diputats elegits cada quatre anys per sufragi universal en representació proporcional. La Cambra de Representants està situada dins del complex d'edificis històrics del Binnenhof a la Haia.

## Nom
La traducció literal del nom oficial de la institució en neerlandès és Segona Cambra dels Estats Generals (Tweede Kamer der Staten-Generaal), nom sovint abreujat a Segona Cambra (Tweede Kamer). No obstant això, internacionalment es fa conèixer com a Cambra de Representants (House of Representatives, en anglès). L'Enciclopèdia Catalana fa servir el nom genèric de cambra popular.

## Funcions
La Cambra de Representants és la principal dels Estats Generals (parlament), on es discuteixen les propostes de legislació i revisió de les accions del govern. Tant el govern com la Cambra de Representants tenen el dret d'iniciativa legislativa; la Cambra discuteix les diferents iniciatives i si són aprovades per majoria, són enviades al Senat per a la seva aprovació definitiva.
La revisió de les accions del govern té la forma d'interrogatori formal, cosa que pot donar lloc a propostes de resolució que instin el gabinet o bé en adoptar accions, o bé en abstenir-se'n. Cap persona pot ser membre de la Cambra de Representants i del govern alhora, llevat que el govern encara no hagi pres jurament.
La Cambra de Representants també és responsable de la primera ronda de selecció de jutges del Tribunal Suprem (Hoge Raad der Nederlanden). La cambra és l'encarregada de presentar al govern una llista de tres noms per a cada posició vacant. Endemés, també tria el Defensor del Poble neerlandès i els seus subsidiaris.

## Eleccions
Els membres de la Cambra dels Representants s'elegeixen per un mandat de quatre anys. Qualsevol persona amb dret a vot als Països Baixos també té el dret a crear un partit polític i participar en les eleccions a la Cambra de Representants. Les eleccions es convoquen quan el govern perd la confiança del parlament, quan es trenca la coalició de govern, quan expira el mandat de la Cambra de Representants o quan no es pot formar govern.
Els partits que hi vulguin participar s'han d'inscriure 43 dies abans de les eleccions, i han de presentar una llista nacional d'un màxim de 50 candidats (80 si el partit ja compta amb més de 15 escons). Els partits que no comptin amb cap candidat a la Cambra de Representants també han de pagar un dipòsit (11.250 euros per a les eleccions de novembre 2006, per a tots els districtes junts) i amb 30 signatures de suport dels residents de cada un dels 19 districtes electorals on pensen presentar-se.
Dos partits o més poden posar-se d'acord per a combinar les seves llistes separades (això es coneix com una llista combinada (lijstencombinatie), la qual cosa augmenta la possibilitat d'obtenir un escó. Cada llista de candidats està numerada, amb la persona en la primera posició coneguda com el lijsttrekker. El lijsttrekker sol ser nomenat pel partit per a dirigir la seva campanya electoral.
El lijsttrekker del partit que obté la majoria a les eleccions es convertirà en el primer ministre. Els partits poden optar per competir amb les llistes de candidats diferents en cadascun dels 19 districtes electorals, però com que els escons s'assignen a nivell nacional i no per districte, la majoria dels partits tenen llistes gairebé idèntiques en tots els districtes amb candidats a nivell nacional. Només els grans partits solen tenir alguns dels candidats regionals a la part inferior de les seves llistes.
Els ciutadans dels Països Baixos majors de 18 anys tenen dret a vot, amb les excepcions dels presos que compleixen una pena de més d'un any, aquells que han estat declarats incapaços per un tribunal a causa de demència, i els residents a Aruba, Curaçao i Sint Maarten que no hagin residit deu anys als Països Baixos o que no hagin treballat al servei civil neerlandès.
Es pot donar el vot a un sol candidat. Molts votants seleccionen un dels lijsttrekkers (per exemple, Jan Peter Balkenende va rebre 2.198.114 vots, mentre que la CDA en va rebre 2.608.573 vots a les eleccions legislatives neerlandeses de 2006), però es pot donar un vot de preferència per a un candidat situat en una posició més avall a la llista.
Una vegada es coneixen els resultats de les eleccions, els escons són assignats als partits. El nombre de vots vàlids nacionals emesos es divideix per 150, el nombre d'escons disponibles, establint un llindar per a cada escó (kiesdeler). El nombre de vots de cada partit es divideix per aquest llindar i se'ls atribueix un nombre inicial d'escons. Qualsevol partit que no arribi al llindar de vots (menys d'un en 150 del total de vots emesos) no aconsegueix representació a la Cambra, de manera que el llindar està sempre a un 0,67% del nombre total de vots vàlids a nivell nacional. Aquest és un dels llindars més baixos per a eleccions parlamentàries arreu del món. A les eleccions legislatives neerlandeses de 1977, per exemple, un partit va obtenir un escó tot i treure només un 0,77% dels vots. Qualsevol partit que ha rebut més del 75% del llindar de vots li és reemborsat el seu dipòsit de garantia.
Després de l'assignació inicial dels escons, els restants s'assignen mitjançant la regla D'Hondt, que afavoreix lleugerament als grans partits. Les coalicions polítiques competeixen per la resta dels escons com una llista combinada de tots els partits de la coalició, de manera que poden obtenir més escons. Posteriorment, els escons són assignats als partits dins de la combinació llista amb el mètode de Hamilton o de la resta major.
Una vegada que es coneix el nombre d'escons assignats a cada partit, en general s'assignen als candidats en l'ordre que apareixen a la llista del partit. Però actualment també es té en compte el vot preferencial. Qualsevol candidat que rebi més d'un quart del llindar en els vots de preferència personal (el llindar de preferència o voorkeursdrempel, 0.1675% del nombre total de vots vàlids), es considerarà elegit per dret propi, superant els candidats de la zona més alta de la llista.
A les eleccions de novembre de 2006 només un dels candidats va obtenir un escó exclusivament a través de vots de preferència, mentre que 26 altres candidats que arribaren al llindar de preferència ja van ser elegits basant-se en la seva posició en la llista. Si un candidat no pot ocupar l'escó a la cambra (per exemple, és nomenat ministre, decideix no entrar a la cambra, o hi renuncia més tard), el següent candidat de la llista ocupa el seu lloc.
Després de l'assignació de tots els escons, es forma el govern, generalment basat en partits que, combinats, tinguin la majoria dels escons a la cambra. El rei nomena un informador, qui analitza les possibles coalicions, i un formador, que lidera les negociacions per a formar una coalició. Al final de les negociacions, el formador esdevé primer ministre. Encara que el formador generalment és del partit amb més representació a la cambra, el seu nomenament pot ser vist com un dels grans poders que té el monarca en la política neerlandesa. Tots els membres del govern han de renunciar al seu escó, ja que la Constitució no permet que un membre del govern ocupi un escó a la Cambra.
Qualsevol partit que rebi almenys el 0,67% dels vots és representat a la Cambra. Aquest llindar baix, combinat amb el sistema nacional de llistes de partit, fa que sigui gairebé impossible que un partit pugui governar en solitari, i encara menys obtenir majoria absoluta. Entre 1891 i 1897, la Unió Liberal va ser l'últim partit que va obtenir una majoria absoluta d'escons a la Cambra. Atès que el sistema actual de llista de partit de representació proporcional es va introduir el 1918, cap partit ha aconseguit assolir el nombre d'escons necessaris per a una majoria absoluta. Des d'aleshores, tots els governs neerlandesos han estat coalicions de dos o més partits.

## President
| President | Nom           | Des de            | Partit |
| --------- | ------------- | ----------------- | ------ |
|           | Vera Bergkamp | 7 d'abril de 2021 | D66    |

## Portaveus parlamentaris
| Líder parlamentari | Nom                   | Des de                 | Partit                                          | Abreviació | Escons |
| ------------------ | --------------------- | ---------------------- | ----------------------------------------------- | ---------- | ------ |
|                    | Sophie Hermans        | 31 de març de 2021     | Partit Popular per la Llibertat i la Democràcia | VVD        | 34     |
|                    | Sigrid Kaag           | 31 de març de 2021     | Demòcrates 66                                   | D66        | 24     |
|                    | Geert Wilders         | 23 de novembre de 2006 | Partit per la Llibertat                         | PVV        | 17     |
|                    | Wopke Hoekstra        | 31 de març de 2021     | Crida Demòcrata Cristiana                       | CDA        | 15     |
|                    | Lilian Marijnissen    | 13 de desembre de 2017 | Partit Socialista                               | SP         | 9      |
|                    | Lilianne Ploumen      | 14 de gener de 2021    | Partit del Treball                              | PvdA       | 9      |
|                    | Jesse Klaver          | 12 de maig de 2015     | Esquerra Verda                                  | GL         | 8      |
|                    | Thierry Baudet        | 23 de març de 2017     | Fòrum per a la Democràcia                       | FVD        | 8      |
|                    | Esther Ouwehand       | 9 d'octubre de 2019    | Partit pels Animals                             | PvdD       | 6      |
|                    | Gert-Jan Segers       | 10 de novembre de 2015 | Unió Cristiana                                  | CU         | 5      |
|                    | Laurens Dassen        | 31 de març de 2021     | Volt Països Baixos                              | Volt       | 3      |
|                    | Joost Eerdmans        | 31 de març de 2021     | JA21                                            | JA21       | 3      |
|                    | Kees van der Staaij   | 10 de juny de 2010     | Partit Polític Reformat                         | SGP        | 3      |
|                    | Farid Azarkan         | 22 de març de 2020     | DENK                                            | DENK       | 3      |
|                    | Liane den Haan        | 31 de març de 2021     | 50PLUS                                          | 50+        | 1      |
|                    | Caroline van der Plas | 31 de març de 2021     | Moviment Pagès-Ciutadà                          | BBB        | 1      |
|                    | Sylvana Simons        | 31 de març de 2021     | BIJ1                                            | BIJ1       | 1      |